# Ultima Cena (Dalí)
L'Ultima Cena è un dipinto (olio su tela) di 167 × 268 cm realizzato nel 1955 dal pittore spagnolo Salvador Dalí, conservato nella National Gallery of Art di Washington.

## Descrizione
In questa tela Dalí si accosta ad un tema topico dell'arte sacra, avendo sicuramente in mente l'affresco di Leonardo e gli altri esempi celebri di un soggetto così diffusamente trattato nella storia dell'arte. Appare evidente il desiderio di Dalí di scompaginare l'iconografia tradizionale, a cominciare dalla provocazione (ritenuta da molti blasfema) di dare a Gesù il volto della moglie Gala.
La figura del Cristo è come attraversata da una intensa sorgente luminosa che proviene dall'incantevole paesaggio alle sue spalle (che Dalí dipinge avendo negli occhi la baia vicino alla sua casa di Port Lligat). I dodici apostoli, simmetricamente disposti attorno al Maestro, sono genuflessi, i volti abbassati in preghiera. Nessuno di essi (neppure Giuda) è riconoscibile. Sulla tavola, nuda ed immensa, non vi è nient'altro che un pane spezzato ed un calice (o, meglio, un bicchiere) di vino. Alle spalle del Cristo, sopra il paesaggio, si libra il torso nudo di una figura umana: una palese richiamo ad un altro soggetto dell'arte sacra, quello della “trasfigurazione”.

## Analisi
La voluta "scompaginazione iconografica" che punta alla fascinazione del surreale ha bisogno, tuttavia, di un ulteriore decisivo elemento: quello della ambientazione, assolutamente singolare, della scena all'interno di un dodecaedro. Dalí amò giustapporre la figura del Cristo a strutture matematiche, che, per così dire, servono a proiettare la vita terrena di Gesù in una dimensione metafisica. Richiesto di commentare il quadro, l'autore parlò di una «cosmologia aritmetica e filosofica basata sulla sublime paranoia del numero dodici». Per quanto l'espressione appaia oscura, essa lascia intendere i molti e sofisticati richiami simbolici che il pittore catalano aveva in mente.
Il dodecaedro è uno dei cinque poliedri platonici, che il filosofo greco pone alla base di una fantasiosa cosmologia in grado di dar conto della perfezione matematica dell'Universo. Se gli altri quattro poliedri sono associati agli elementi base del cosmo (aria, acqua, terra, fuoco), il dodecaedro è assunto da Platone come emblema della perfezione stessa del cosmo, come essenza ultima delle sue armonie. Il poliedro che fa da sfondo alla scena ha dodici facce: dodici come il numero degli apostoli.
Tuttavia, se a proposito di questa tela si deve parlare della paranoia di un numero, essa si riferisce soprattutto al numero Φ, il “rapporto aureo”, che i Greci intendevano come proporzione ideale.
Di questo Dalí doveva essere consapevole. Se guardiamo le facce pentagonali del poliedro, ci viene subito da pensare che il rapporto che lega il lato del pentagono al cerchio circoscritto è appunto Φ. Se poi esplorassimo le altre proprietà metriche del dodecaedro ci imbatteremmo ancora più volte nel numero Φ. Non pare dunque un caso che le due dimensioni del quadro stiano tra loro nel medesimo rapporto.